# Tarta de Santiago
La tarta de Santiago (torta de Santiago en galicien) est un traditionnel dessert aux amandes de Saint-Jacques-de-Compostelle. C'est l'une des plus célèbres pâtisseries espagnoles, dégustée notamment en Galice et sur les chemins de Compostelle.

## Histoire
La première mention de ce gâteau date du XVIe siècle. Amandes et sucre étaient alors des ingrédients rares en Galice, en faisant un produit de luxe. Ce n’est qu’à partir de 1924 que la pâtisserie Casa Mora commença à orner les gâteaux de la désormais caractéristique croix, coutume rapidement adoptée pour toutes les tartas de Santiago. Les pochoirs en métal reproduisant la forme de la croix de saint Jacques, autrefois forgés à la main, sont aujourd'hui des antiquités recherchées.
Depuis 2006, la tarta de Santiago bénéficie du label européen Indication géographique protégée (IGP). Cette même année, elle représenta l'Espagne lors de la manifestation gastronomique Café Europe.

## Préparation
Les principaux ingrédients de la tarta de Santiago sont les amandes en poudre, le sucre et les œufs. Elle contient également du beurre mais pas de farine. Elle est souvent parfumée de cannelle, de zeste de citron et/ou d'eau-de-vie. La particularité la plus visible de cette pâtisserie, moelleuse et dorée, est qu’elle est recouverte de sucre glace avec un pochoir faisant apparaître la croix de l’Ordre de Santiago.
En Espagne, la tarta de Santiago est consommée au dessert ou au goûter, avec un traditionnel café au lait.